# CMLL
CMLL（Consejo Mundial de Lucha Libre）は、メキシコのプロレス団体。

## 歴史
1931年、「ルチャリブレの父」として知られるサルバドール・ルテロ・ゴンザレスがエルパソでプロレスの試合を見たことからプロレス興行を企画して、メキシコシティにある廃墟同然の競技場「アレナ・モデロ」と賃貸契約を結び、アレナ・モデロを修復してアレナ・メヒコが完成。
1933年、EMLL（Empresa Mexicana de la Lucha Libre）を設立。9月21日、アレナ・メヒコで旗揚げ戦が開催。旗揚げ戦にはヤキ・ジョージ、ボビー・サンプソン、シクロン・マケイ、レオン・チン・アチウらが参戦。
旗揚げ当初はアメリカから選手を呼び寄せて興行を開催していたが、地元選手の育成が急務と判断したゴンザレスは、柔術の心得がある友人のゴンザレス・アベンダーニョ・アギーラルを呼び寄せてアレナ・メヒコでルチャリブレ教室を開校。
1934年、アギーラルの教え子たちがデビューして純国産ルチャドールが誕生。観衆は増えて500人ほどのキャパシティしかないアレナ・メヒコは手狭だったため、ボクシング会場「アレナ・ナショナル」、闘牛会場「レオ・デ・コンデザ」でも興行を開催していた。
1935年6月12日、アレナ・メヒコでメキシコ初の女子プロレスの試合が行われた。
1940年、女子プロレス界の草分け的存在であるミルドレッド・バークが来墨。
1938年、個人的に買った宝くじが当選したゴンザレスは当選金で自社所有競技場の建設に着手。
1943年、メキシコシティに自社所有競技場「アレナ・コリセオ」が完成。
1954年、タルサン・ロペスが台頭すると、1942年にデビューしたエル・サント、ゴリー・ゲレロ、ブルー・デモンらが台頭して、1940年代から1950年代にかけて最初の黄金期を迎えることになる。この頃はメキシコにEMLLしかプロレス団体が存在しなかったため、ルチャリブレといえばEMLL、EMLLといえばアレナ・メヒコであり、大衆からはルチャリブレ、EMLLではなくアレナ・メヒコと呼ばれることが普通だった。
1956年、改築工事が進められていたアレナ・メヒコが完成。
1975年、UWAが旗揚げされると独裁状態に嫌気が差したアンヘル・ブランコ、ドクトル・ワグナー、アニバルらが退団して大打撃を受けた。
1980年代、UWAの影に隠れるような停滞期に突入していた。
1990年、メキシコで禁止されていたルチャリブレのテレビ中継が解禁となり、テレビ局「テレビサ」による試合中継番組の放送が開始された。テレビ放送の開始にあわせて企画部長兼ブッカーのアントニオ・ペーニャによってボラドール、マスカラ・サグラダ、ミステリオッソなどのキャラクターが誕生して、入場演出を豪華にするなど改革を行ってルチャリブレはテレビを通して爆発的なブームになった。
1991年、団体名をCMLL（Consejo Mundial de Lucha Libre）に改称。
1992年、ペーニャが独立してAAAを旗揚げされると業界トップに躍進して、アレナ・メヒコの集客が閑古鳥が鳴くほど悲惨な状態となるが、テレビ中継による放映権料と自前の試合会場による最低限の経費で危機を乗り越えた。
1995年、AAAを退団してルードにターンしたエル・イホ・デル・サントを獲得して、ネグロ・カサスとの抗争で人気を博していた。
2004年、ミスティコ（2代目）がデビューして人気となり、ドクトル・ワグナー・ジュニアらを加えたメンバーにより、人気を取り戻してアレナ・メヒコに大観衆が詰めかけるようになった。
2008年、新日本プロレスとの協力関係を確立。合同興行「FANTASTICA MANIA」を日本でプロモーションしている。
2022年11月18日、アレナ・メヒコでプロレスを通じてメキシコと日本の相互理解を深めたとして、2021年11月3日に旭日双光章を受章したミル・マスカラスへの叙勲伝達式が行われた。
2023年10月13日、オール・エリート・レスリングとの協力関係を発表。

## 興行スタイル
CMLLはメキシコの首都に常設会場のアレナ・メヒコとアレナ・コリセオを持っている。アレナ・メヒコは観客数17000人規模の大会場で日曜日、火曜日、金曜日に大会が行われる。この会場のリングに上がる事がメキシコ国内のルチャドール達にとっては憧れ、目標となっている。
特に金曜定期戦「CMLL Super Viernes」ではビッグマッチが組まれることが多く、団体の中心選手・スーパースター選手が出場する。
CMLLは曜日ごとに大会が分かれており、毎週月曜日＝アレナ・プエブラ、火曜日＝アレナ・グアダラハラorアレナ・メヒコ、金曜日＝アレナ・メヒコ、土曜日＝アレナ・コリセオ、日曜日＝アレナ・メヒコと各地で定期的に開かれている。

## 国外との関係

### 日本

#### 男子団体
1970年代以降、新日本プロレスと交流を持ち、グラン浜田、木村健吾（パク・チュー）、佐山聡（サトル・サヤマ）ら多くの選手が武者修行のために遠征している。2009年11月23日、新日本プロレスとの業務提携を発表。2011年から毎年1月中旬頃に日本で合同興行「FANTASTICA MANIA」を開催している。2023年9月29日、新日本プロレス、アメリカのMLWとの戦略的提携を発表。
1970年代中盤から1980年代、国際プロレス、全日本プロレスと接点を持ち、国際プロレスのデビル紫（アキオ・ムラサキ）、鶴見五郎（ゴロー・タナカ）、全日本プロレスの百田光雄（リキドーザン・ジュニア、リキドーセン・セグンド）、越中詩郎（サムライ・シロー）、三沢光晴（カミカゼ・ミサワ）が海外武者修行のために遠征している。
1991年10月14日、SWSとの業務提携を発表。
1997年2月4日、「ルチャリブレを直輸入したい」という思いから梅本和孝が総合プロデューサーとして、CMLLを団体ごと招聘するという前代未聞の試みとしてKBSホールでCMLL JAPANの旗揚げ戦を開催。1999年、CMLL JAPANスーパーライト級王座、CMLL JAPANタッグ王座、CMLL JAPAN女子王座を創設。2001年1月、CMLL JAPANが活動停止。
2001年6月2日、CMLLでDDTプロレスリングが創設したKO-Dタッグ王座の初代王座決定戦が行われた。6月、初代王者のNOSAWA（パートナーは佐々木貴）がCMLLで防衛戦を行った際、CMLLからKO-Dタッグ王座の認定を取り付けた。

#### 女子団体
1991年10月、全日本女子プロレスとの業務提携を発表。山田敏代、井上京子、ブル中野、北斗晶（レイナ・フブキ）、堀田祐美子、みなみ鈴香、アジャコング、下田美馬、三田英津子、吉田万里子が遠征している。
2011年4月2日、REINA女子プロレスとの業務提携を発表。同年、CMLL-REINAインターナショナルジュニア王座を創設。2012年、CMLL-REINAインターナショナル王座を創設。
2018年2月3日、J＠st（ジャスト）との業務提携を発表。本間多恵、清水ひかりが遠征している。
2019年、雑誌「LADYS RING」の発行元であるレディースリングとの業務提携を発表。9月15日、新木場1stRINGでプロモーション興行「CMLLレディースリング」の旗揚げ戦を開催。2020年1月、CMLL日本女子王座を創設。
2021年9月30日、アイスリボンとの業務提携を発表。藤本つかさ、春輝つくしが遠征している。
2024年2月25日、新木場1stRINGで雑誌「LADYS RING」、株式会社メキシコ観光との合同興行「ルチャフェス」を開催。

### アメリカ
1952年、NWAに加盟してNWA世界ライトヘビー級王座、NWA世界ミドル級王座、NWA世界ウエルター級王座の管理を一任される。1980年代後半、NWAを脱退して管理を一任された3つのNWA世界王座は非公認となる。2008年1月、NWAロサンゼルス地区会員のデビッド・マルケス、ブルー・デモン・ジュニアがNWAメキシコを発足。同年、NWA事務局長のボブ・トロビッチ、マルケス、デモン・ジュニアが3つのNWA世界王座に関して講義を始める。2010年8月13日、NWAの抗議を受けて王座名をNWA世界ヒストリック・ライトヘビー級王座、NWA世界ヒストリック・ミドル級王座、NWA世界ヒストリック・ウェルター級王座に変更。
2016年8月10日、ROHとの業務提携を発表。
2023年9月28日、MLW、日本の新日本プロレスとの戦略的提携を発表。10月18日、AEWとの業務提携を発表。

## タイトルホルダー
| タイトル                         | 保持者                            | 歴代   |
| -------------------------------- | --------------------------------- | ------ |
| CMLL世界ヘビー級王座             | グラン・ゲレーロ                  | 第22代 |
| CMLL世界ライトヘビー級王座       | アベルノ                          | 第18代 |
| CMLL世界ミドル級王座             | テンプラリオ                      | 第22代 |
| CMLL世界ウェルター級王座         | ティタン                          | 第34代 |
| CMLL世界スーパーライト級王座     | スティグマ                        | 第12代 |
| CMLL世界タッグ王座               | アンヘル・デ・オロ ニエブラ・ロハ | 第44代 |
| CMLL世界トリオ王座               | メフィスト エウフォリア アベルノ  | 第37代 |
| CMLL世界女子王座                 | メルセデス・モネ                  | 第24代 |
| CMLL世界女子タッグ王座           | ジュビア ラ・ハロチータ           | 第3代  |
| CMLL世界ミニエストラージャ王座   | ウルティモ・ドラゴンシート        | 第16代 |
| CMLL世界ミクロエストラージャ王座 | テング                            | 第3代  |

トーナメント戦
- インターナショナル・グランプリ

1. ラヨ・デ・ハリスコ・ジュニア
2. ヘッドハンターA
3. エル・イホ・デル・サント
4. スティール
5. ラヨ・デ・ハリスコ・ジュニア
6. マスカラ・マジカ
7. ドクトル・ワグナー・ジュニア
8. アトランティス
9. ウルティモ・ゲレーロ
10. ウルティモ・ゲレーロ
11. アレックス・シェリー

- カンペオン・ウニベルサル

1. ウルティモ・ゲレーロ
2. 獣神サンダー・ライガー
3. ラ・ソンブラ
4. エル・テリブレ
5. 棚橋弘至
6. アトランティス

- レジェンダ・デ・プラダ

1. スコルピオ・ジュニア
2. エル・イホ・デル・サント
3. ネグロ・カサス
4. ブラック・ウォリアー
5. フェリーノ
6. ペロ・アグアヨ・ジュニア
7. アトランティス
8. ミスティコ（2代目）
9. ミスティコ（2代目）
10. ミスティコ（2代目）
11. ボラドール・ジュニア

- レジェンダ・デ・アスル

1. ブルー・パンテル
2. タルサン・ボーイ
3. ウニベルソ・ドスミル
4. リスマルク・ジュニア
5. レイ・ブカネロ
6. エル・テリブレ
7. ミステル・ニエブラ
8. ディアマンテ・アスル

- レイエス・デル・アイレ

1. ボラドール・ジュニア
2. ラ・マスカラ
3. ボラドール・ジュニア、ヴィールス
4. バリエンテ
5. ボラドール・ジュニア
6. アンヘル・デ・オロ
7. アンヘル・デ・オロ
8. バリエンテ

- エン・ブスカ・デ・ウン・イドロ

1. ティタン

- ラ・コパ・ジュニア

1. エミリオ・チャレス・ジュニア
2. ショッカー
3. ドス・カラス・ジュニア
4. ドラゴン・ロホ・ジュニア
5. ラ・ソンブラ

- トルネオ・サングレ・ヌエバ

1. ドラゴン・リー（初代）
2. ソベラーノ・ジュニア

- トルネオ・ナショナル・デ・パレハス・インクレディブル

1. アトランティス & マスカラ・ドラダ（初代）
2. アトランティス & マスカラ・ドラダ（初代）
3. アトランティス & ミステル・ニエブラ
4. ボラドール・ジュニア & ラ・ソンブラ

- トルネオ・ラ・グラン・アルテルナティーバ

1. ネグロ・カサス & エクトール・ガルサ
2. シルバー・キング & ショッカー
3. ベスティア・サルバヘ & シカゴ・エキスプレス
4. エミリオ・チャレス・ジュニア & レイ・ブカネロ
5. エミリオ・チャレス・ジュニア & トニー・リベラ
6. ブルー・パンテル & ウルティモ・ゲレーロ
7. フェリーノ & ティグレ・ブランコ
8. オリンピコ & シコデリコ・ジュニア
9. ビジャノ4号 & アラン・ストーン
10. エル・イホ・デル・サント & ミスティコ（2代目）
11. アトランティス & ラ・マスカラ
12. ペロ・アグアヨ・ジュニア & ミステリオッソ・ジュニア
13. ミスティコ（2代目） & ラ・ソンブラ
14. ウルティモ・ゲレーロ & ドラゴン・ロホ・ジュニア
15. OKUMURA & 高橋裕二郎
16. エクトール・ガルサ & ポルボラ
17. ウルティモ・ゲレーロ & レイ・エスコルピオン
18. エウフォリア & エル・テリブレ

## 所属選手

### 男子選手
- アトランティス（Atlantis）
- アトランティス・ジュニア（Atlantis Jr.）
- アルコン・ネグロ・ジュニア（Halcón Negro Jr.）
- アンヘル・デ・オロ（Ángel de Oro）
- イホ・デル・ビジャノ3号（Hijo del Villano III）
- ヴィールス（Virus）
- ウリセス・ジュニア（Ulisses Jr.）
- ウルティモ・ゲレーロ（Último Guerrero）
- エウフォリア（Euphoria）
- エスパント・ジュニア（Espanto Jr.）
- エチセロ（Hechicero）
- エフェスト（Ephesto）
- エル・サグラド（El Sagrado）
- エル・サタニコ（El Satánico）
- エル・テリブレ（El Terrible）
- OKUMURA
- オリンピコ（Olímpico）
- オロ・ジュニア（Oro Jr.）
- オンブレ・バラ・ジュニア（Ombre Bala Jr.）
- クラネオ（Kraneo）
- グラン・ゲレーロ（Gran Guerrero）
- ゲレーロ・マヤ・ジュニア（Guerrero Maya Jr.）
- サングレ・アステカ（Sangre Azteca）
- サンドガン・ジュニア（Sandogan Jr.）
- ショッカー（Shocker）
- シベルネティコ（Cibernetico）
- スター・ジュニア（Star Jr.）
- スター・ブラック（Star Black）
- スティグマ（Stigma）
- スペル・アルコン・ジュニア（Super Halcón Jr.）
- ストゥーカ・ジュニア（Stuka Jr.）
- ソベラーノ・ジュニア（Soberano Jr.）
- ダーク・パンテル（Dark Panther）
- ディアマンテ・アスル（Diamante Azul）
- ティタン（Titán）
- ディフント（Difund）
- テンプラリオ（Templario）
- ドラゴン・ロホ・ジュニア（Dragón Rojo Jr.）
- ニエブラ・ロハ（Niebla Roja）
- ネグロ・カサス（Negro Casas）
- バリエンテ（Valiente）
- バルバロ・カベルナリオ（Bárbaro Cavernario）
- パンテリータ・デル・リング・ジュニア（Panterita del Ring Jr.）
- ビジャノ3号ジュニア（Villano III Jr.）
- フエゴ（Fuego）
- ブリジャンテ・ジュニア（Brijante Jr.）
- ブルー・パンテル（Blue Panther）
- ブルー・パンテル・ジュニア（Blue Panther Jr.）
- ペガソ（Pegaso）
- ボラドール・ジュニア（Volador Jr.）
- ポルボラ（Pólvora）
- マキシモ・セクシー（Máximo Sexy）
- マグヌス（Magnus）
- マスカラ・ドラダ（2代目）（Máscara Dorada）
- ミスティコ（2代目）（Mistico）
- ミステリオッソ・ジュニア（Misterioso Jr.）
- ミステル・アギラ（Mr. Águila）
- メフィスト（Mephisto）
- ラ・マスカラ（La Máscara）
- ルシフェルノ（Luciferno）
- レイ・エスコルピオン（Rey Escorpión）
- レイ・コメタ（Rey Cometa）
- レイ・ブカネロ（Rey Bucanero）

### 女子選手
- エストレジータ（Estrellita）
- ジュビア（Lluvia）
- シルエタ（Silueta）
- セウシス（Zeuxis）
- タバタ（Tabata）
- ティファニー（Tiffany）
- プリンセサ・スヘイ（Princesa Sujei）
- マルセラ（Marcela）
- ラ・アマポーラ（La Amapola）
- ラ・コマンダンテ（La Comandante）
- ラ・バケリータ（La Vaquerita）
- ルナ・マヒカ（Luna Mágica）

### ミゼット選手
- ウルティモ・ドラゴンシート（Último Dragoncito）
- ショッカーシート（Shockercito）
- バン・バン（Bam Bam）
- ピエローシート（Pierrothito）
- ペケーニョ・オリンピコ（Pequeño Olímpico）
- ペケーニョ・ダミアン666（Pequeño Damian 666）
- ペケーニョ・ビオレンシア（Pequeño Violencia）
- ペケーニョ・ボリクア（Pequeño Boricua）
- マスカリータ・ドラーダ（Mascarita Dorada）
- メルクリオ（Mercurio）

## 試合中継
- 毎週金曜日にアレナ・メヒコ大会「スペル・ヴィエルネス」をPPV放送している。
- FIGHTING TV サムライで不定期放送している。
- 新日本プロレスワールドでアレナ・メヒコ定期大会を不定期ライブ配信している。